# David Sinton
Pour les articles homonymes, voir Sinton.
David Sinton, né le 26 juin 1808 dans le comté d'Armagh en Irlande du Nord et mort le 31 août 1900, est un industriel américain spécialisé dans la fabrication de la fonte. Il est devenu l'un des hommes les plus riches des États-Unis au XIXe siècle.
Une ville du Texas, Sinton, porte son nom.

## Origines
David Sinton était le fils de John Sinton, fabricant de lin qui se trouvait être issu de la communauté religieuse de la société religieuse des Amis (« Quaker »). John Sinton a émigré avec sa famille à Pittsburgh alors que David a trois ans. David Sinton avait un frère (William Sinton, médecin) et deux sœurs (Isabella Eliza qui resta toute sa vie en Irlande et Sarah, l'épouse du banquier John Sparks).

## L'industriel

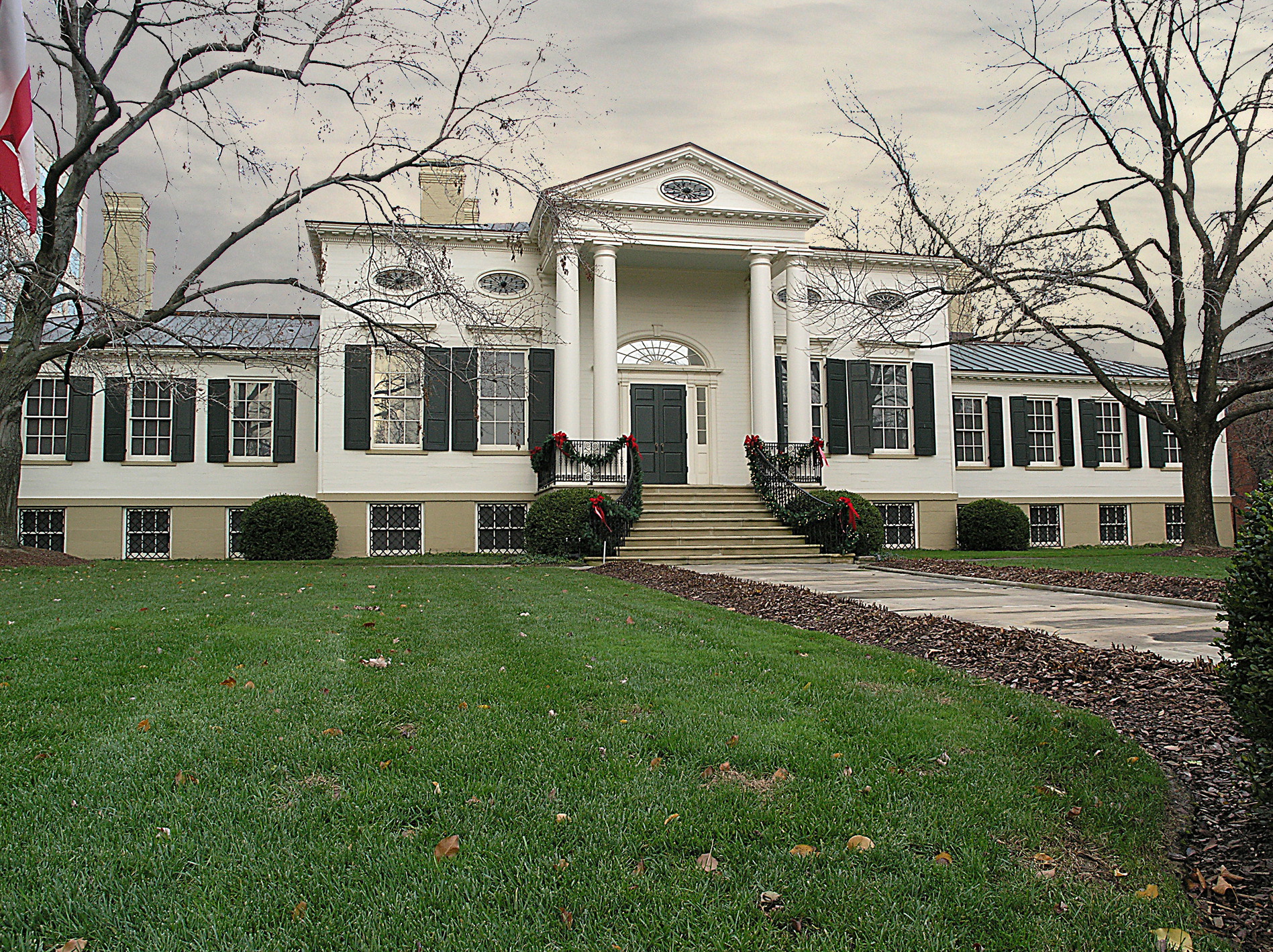
La demeure de David Sinton à Cincinnati qui abrite le Taft Museum of Art.

Autodidacte, il se spécialise dans la sidérurgie et notamment celle du fer. Ses hauts fourneaux étaient situés dans le comté de Lawrence dans l'Ohio. Il doit une grande partie de sa fortune à l'activité de stockage de la fonte bénéficiant ainsi de l'inflation du prix de ce matériau durant la guerre de Sécession. Il résidait à Cincinnati dans une demeure construite par Martin Baum (en) au début du XIXe siècle et qui est devenue depuis un musée.

## Descendance et postérité
Sinton et son épouse Jane Ellison eurent 2 enfants (1848-1869) et Anna (1850-1931) qui se maria avec Charles Phelps Taft (en), frère de William Howard Taft, président des États-Unis de 1909 à 1913. La fortune de Sinton aurait contribué à financer les campagnes présidentielles de ce dernier.
Son arrière-petit-fils, David Sinton Ingalls (1899-1985) est un aviateur, héros de la Première Guerre mondiale.
La ville de Sinton au Texas fut ainsi nommée en son honneur.